# Зельфкант
Зельфкант (нім. Selfkant) — сільська громада в Німеччині, знаходиться в землі Північний Рейн-Вестфалія. Підпорядковується адміністративному округу Кельн. Входить до складу району Гайнсберг.
Площа — 42,08 км2. Населення становить 10 253 ос. (станом на 31 грудня 2020).
На території громади знаходиться найзахідніша точка території Німеччини. Більшість території громади оточена територією Нідерландів, сукупна довжина кордону громади з якими становить 27 км, у той час як кордон з іншими громадами Німеччини тягнеться лише на 6 км.

## Галерея

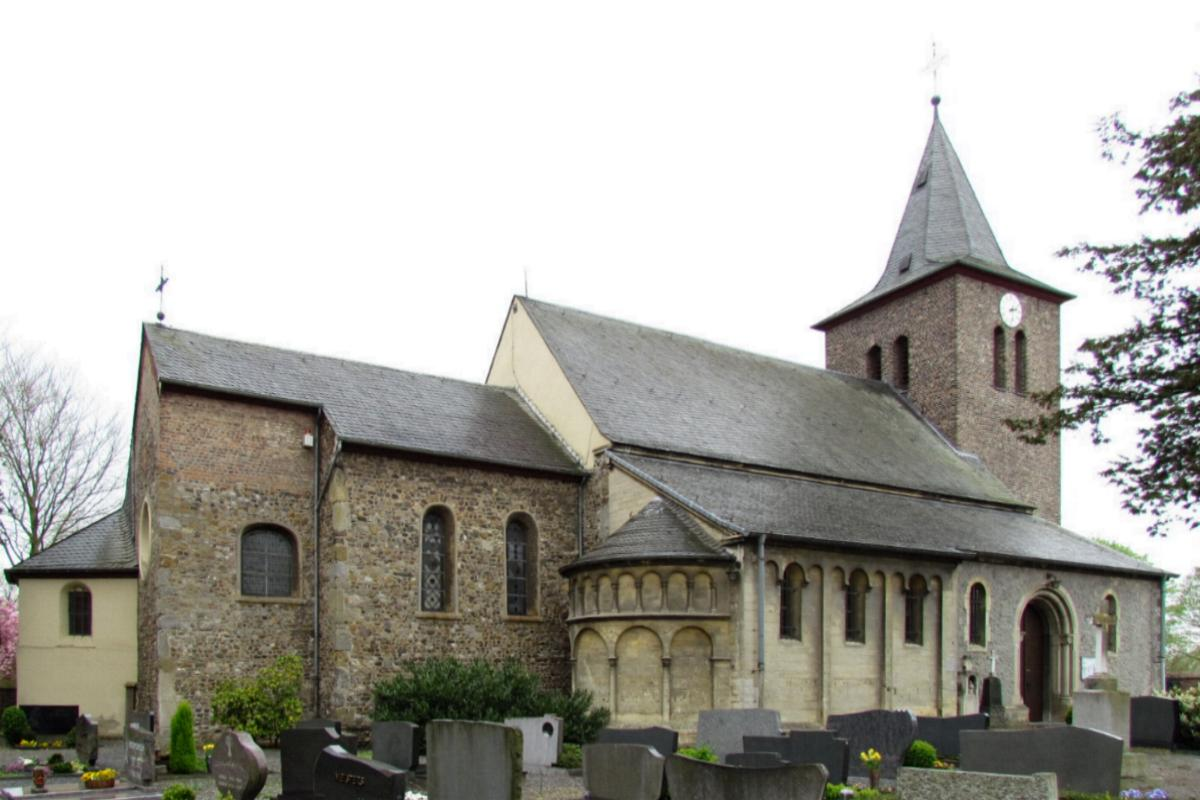
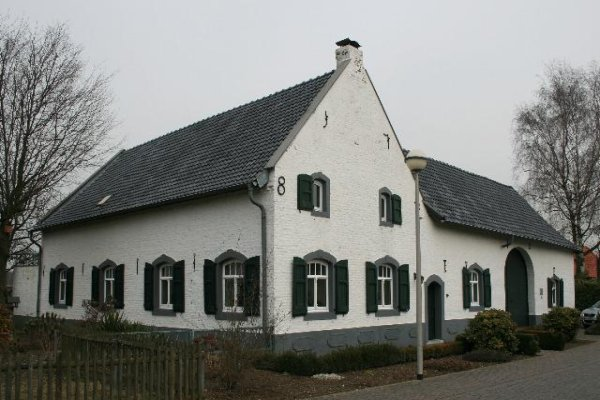
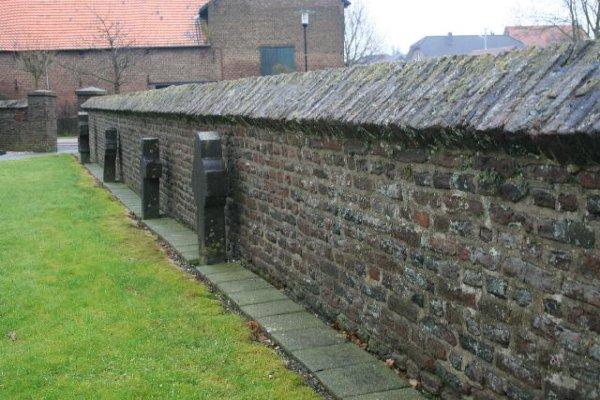
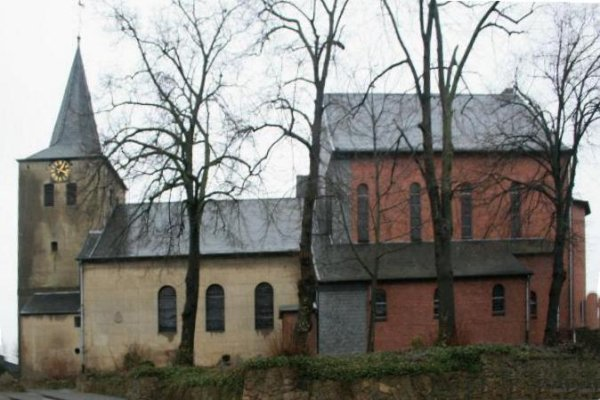
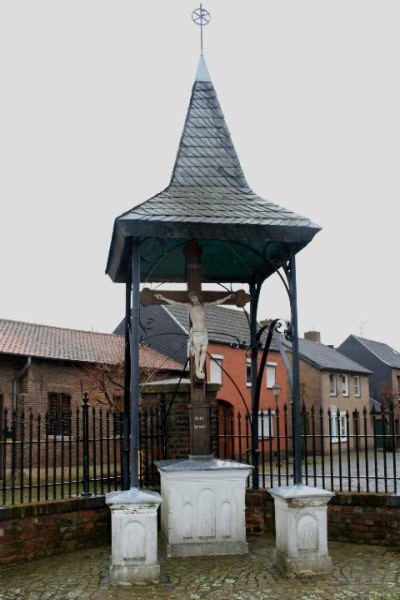
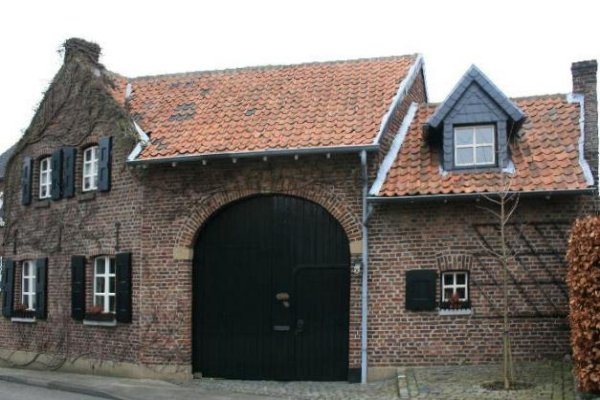